# La Trinité-du-Mont
La Trinité-du-Mont è un comune francese di 759 abitanti situato nel dipartimento della Senna Marittima nella regione della Normandia.
Già facente parte della comunità di comuni di Port-Jérôme, nel 2008, con la fusione delle Comunità dei comuni di Caudebec-en-Caux-Brotonne, di quella del Cantone di Bolbec e di quella di Port-Jérôme, nella Comunità dei comuni Caux vallée de Seine, il comune di La Trinité-du-Mont è entrato a far parte di quest'ultima.

## Società

### Evoluzione demografica
Abitanti censiti